# Coppa COSAFA 2005
La Coppa COSAFA 2005 (2005 COSAFA Cup) fu la nona edizione della Coppa COSAFA, competizione calcistica per nazione organizzata dal Consiglio per le Associazioni Calcistiche dell'Africa del Sud (COSAFA). La competizione si svolse in Sudafrica dal 13 agosto al 14 agosto 2005 e vide la partecipazione di quattro squadre: Angola, Sudafrica, Zambia e Zimbabwe.

## Formula
- Qualificazioni

Angola (come detentore del titolo) è qualificato direttamente alla fase finale. Rimangono 12 squadre per 3 posti disponibili per la fase finale.
Turno unico - 12 squadre, divise in tre gruppi da quattro squadre, giocano playoff di sola andata. Le vincenti si qualificano alla fase finale.
- Fase finale

Fase a eliminazione diretta - 8 squadre, giocano partite di sola andata. La vincente si laurea campione COSAFA.

## Squadre partecipanti
| Pr. | Squadra   | Data di qualificazione certa | Partecipante in quanto                              | Partecipazioni precedenti al torneo          | Ultima presenza |
| --- | --------- | ---------------------------- | --------------------------------------------------- | -------------------------------------------- | --------------- |
| 1   | Angola    | -                            | Rappresentativa della nazione detentrice del titolo | 6 (1998, 1999, 2000, 2001, 2002, 2004)       | 2004            |
| 2   | Sudafrica | 27 febbraio 2005             | Vincente del gruppo A della fase di qualificazione  | 6 (1999, 2000, 2001, 2002, 2003, 2004)       | 2004            |
| 3   | Zimbabwe  | 17 aprile 2005               | Vincente del gruppo B della fase di qualificazione  | 7 (1998, 1999, 2000, 2001, 2002, 2003, 2004) | 2004            |
| 4   | Zambia    | 12 giugno 2005               | Vincente del gruppo C della fase di qualificazione  | 7 (1997, 1998, 1999, 2000, 2001, 2002, 2003) | 2003            |

Nella sezione "partecipazioni precedenti al torneo", le date in grassetto indicano che la nazione ha vinto quella edizione del torneo, mentre le date in corsivo indicano la nazione ospitante.

## Fase finale

### Fase a eliminazione diretta

#### Tabellone
|  | Semifinali | Semifinali | Semifinali |        |          | Finale   | Finale | Finale |  |
|  |            |            |            |        |          |          |        |        |  |
|  | Angola     | Angola     | 1          |        |          |          |        |        |  |
|  | Angola     | Angola     | 1          |        |          |          |        |        |  |
|  | Zimbabwe   | Zimbabwe   | 2          |        |          |          |        |        |  |
|  | Zimbabwe   | Zimbabwe   | 2          |        | Zimbabwe | Zimbabwe | 1      |        |  |
|  |            |            |            |        | Zimbabwe | Zimbabwe | 1      |        |  |
|  |            |            | Zambia     | Zambia | 0        |          |        |        |  |
|  | Sudafrica  | Sudafrica  | Zambia     | Zambia | 0        | 2 (8)    |        |        |  |
|  | Sudafrica  | Sudafrica  |            |        |          |          |        |        |  |
|  | Zambia     | Zambia     | 2 (9)      |        |          |          |        |        |  |

#### Semifinali
| Arbitro: | Kapanga |

|          |           |                          |
| Love 52’ | Marcatori | 59’ Chandida 76’ Sandaka |

| Arbitro: | Raolimanana |

|                                                                                  |                      |                                                                        |
| Ndlela 63’ Raselemane 68’                                                        | Marcatori            | 18’ Chamanga 24’ Katongo                                               |
| Katza Raselemane Vilakazi Richards Evans Fernandez Klate Fransman Ndlela Bianchi | Tiri di rigore 9 – 8 | Tana Bakala Mulenga Kalaba Chilembi Musonda Katongo Mwila Lungu Mweene |

#### Finale
| Mahikeng 14 agosto 2005                        | Zambia    | 0 – 1        | Zimbabwe | Mmabatho Stadium (1000 spett.) |
| \| \| \| \| \| \| Marcatori \| 84’ Chandida \| |           |              |          |                                |
|                                                |           |              |          |                                |
|                                                | Marcatori | 84’ Chandida |          |                                |